# Priotelus temnurus
Priotelus temnurus е вид птица от семейство Трогонови (Trogonidae).

## Разпространение
Видът е разпространен в Куба.